# Stanislav Jarábek
Stanislav Jarábek (Suchá nad Parnou, 9 dicembre 1938) è un allenatore di calcio ed ex calciatore cecoslovacco, dal 1993 slovacco, di ruolo difensore.

## Carriera
Nasce a Suchá nad Parnou, presso Trnava, città dove comincia a giocare con lo Spartak. Con questa squadra vince due coppe cecoslovacche, tre campionati e una Coppa Mitropa.
Partecipa ai Giochi olimpici di Città del Messico 1968 collezionando due presenze con la Nazionale cecoslovacca olimpica.
Da allenatore allena squadre come Baník Ostrava e Slovan Bratislava.

## Palmarès

### Giocatore

#### Competizioni nazionali
- Campionato cecoslovacco: 3

Spartak Trnava: 1967-68, 1968-69, 1970-71
- Československý Pohár: 1

Spartak Trnava: 1970-1971

#### Competizioni internazionali
- Coppa Mitropa: 1

Spartak Trnava: 1966-1967

### Allenatore

#### Competizioni nazionali
- Supercoppa di Slovacchia: 1

Slovan Bratislava: 1999